# Lichtnussbaum

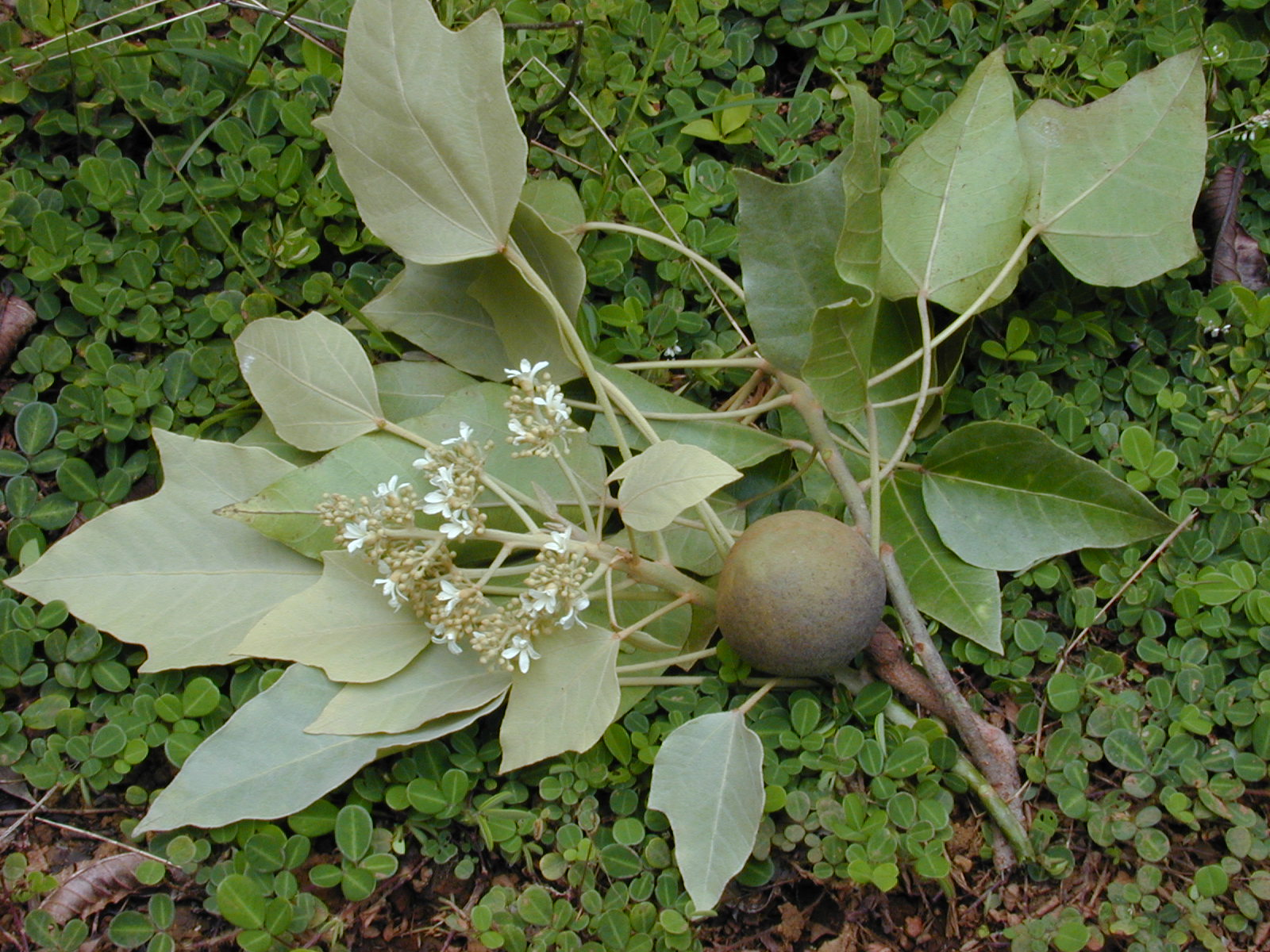
Zweige mit „mehligen“, gelappten Blättern, Blütenstand und Frucht

Der Lichtnussbaum (Aleurites moluccanus), auch bekannt als  Kukuinuss, Kemirinuss oder Kerzennuss, sowie Lumbangbaum, Bankul-Nussbaum, Candlenut auch als Indische Walnuss, ist eine Pflanzenart innerhalb der Familie der Wolfsmilchgewächse (Euphorbiaceae). Sein Verbreitungsgebiet erstreckt sich von Indien bis Neuseeland. Seine Kerne werden in Südostasien als Gewürz verwendet.

## Beschreibung

### Vegetative Merkmale
Der Lichtnussbaum ist ein immergrüner Baum, der Wuchshöhen von bis zu 20 Meter und mehr erreicht. Er besitzt eine breite Baumkrone. Die rissige bis relativ glatte Borke ist dunkelgrau und die Rinde ist graubraun behaart.
Die wechselständig angeordneten Laubblätter sind in Blattstiel und -spreite gegliedert. Der Blattstiel ist meist 6 bis 12, selten bis zu 22 Zentimeter lang. Die einfache, weich ledrige Blattspreite ist bei einer Länge von 12 bis 23 Zentimeter sowie einer Breite von 6 bis 12 Zentimeter an jungen Exemplaren drei- bis fünflappig und an ausgewachsenen Bäumen eiförmig. Die Spreitenbasis ist leicht herzförmig bis abgerundet und die Spitze(n) ist/sind spitz bis zugespitzt. Der Blattrand ist ganzrandig oder mit wenigen Zähnen versehen. Die Blattoberseite ist dunkelgrün und stark glänzend und die -unterseite erscheint durch silbrige Sternhaare hell schimmernd. Es sind drei bis fünf selten sieben Blattadern vorhanden. Die Nebenblätter sind winzig und früh abfallend.

### Generative Merkmale
Der Lichtnussbaum ist einhäusig getrenntgeschlechtig (monözisch). Die gestielten, eingeschlechtlichen Blüten mit doppelter Blütenhülle stehen in end- oder überachselständigen, 10 bis 20 Zentimeter langen, verzweigten Rispen zusammen. Die weiblichen Blüten sind 9 bis 11 Millimeter und die kleineren männlichen 6 bis 7 Millimeter lang. Die Blütenkelche sind zwei- bis dreilappig und außen behaart. Die fünf weißen und schmalen Kronblätter sind verkehrt-eiförmig. Bei den männlichen Blüten sind außen einige kurze, freie und innen in einer Säule verwachsene Staubblätter vorhanden. Bei den weiblichen Blüten ist ein oberständiger, behaarter und mehrkammeriger Fruchtknoten mit mehreren kurzen, zweiästigen Griffeln ausgebildet. Es ist jeweils ein Diskus vorhanden.
Die filzig behaarten, Steinfrüchte sind mit einem Durchmesser von 4 bis 6 Zentimeter fast kugelig bis eiförmig und leicht zweiteilig mit vier Längsrippen. Die ledrige Schale ist olivgrün gefärbt und rötlich überlaufen und trocknet braun ein. Die Früchte haben ein weißes „Fruchtfleisch“ und enthalten ein bis zwei einsamige Steinkerne. Der hartschalige Steinkern ist bei einer Größe von etwa 2,5 × 2,75 × 2,25 Zentimeter breit-eiförmig bis  mit seitlich abgeflachten Rändern bis rundlich. Das Episperm ist hart und warzig, kantig. Die Schale der Steinkernes ist grob runzelig und von braunschwarzer Farbe.
Die Chromosomenzahl beträgt 2n = 22 oder 44.

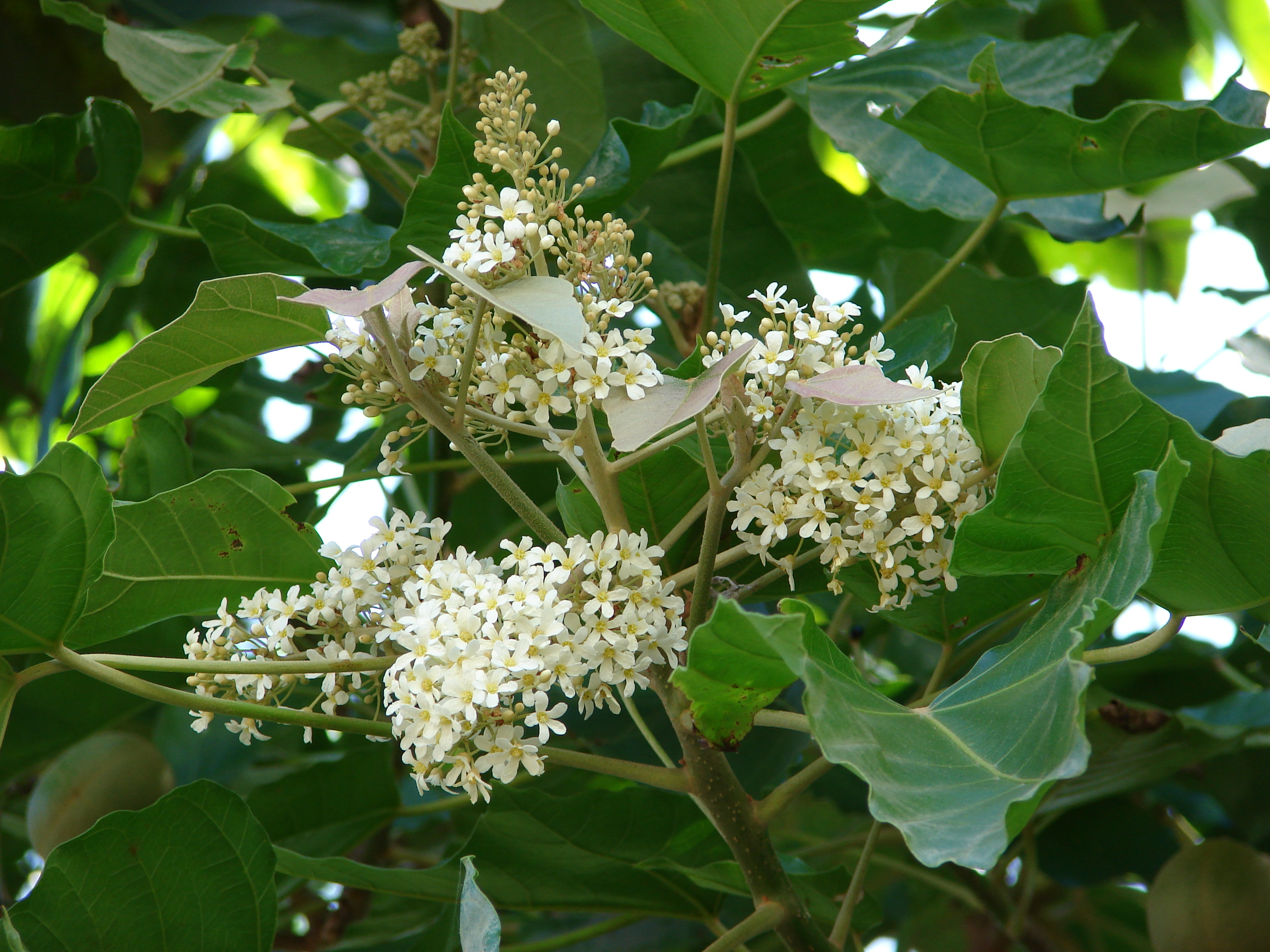
Blütenstand

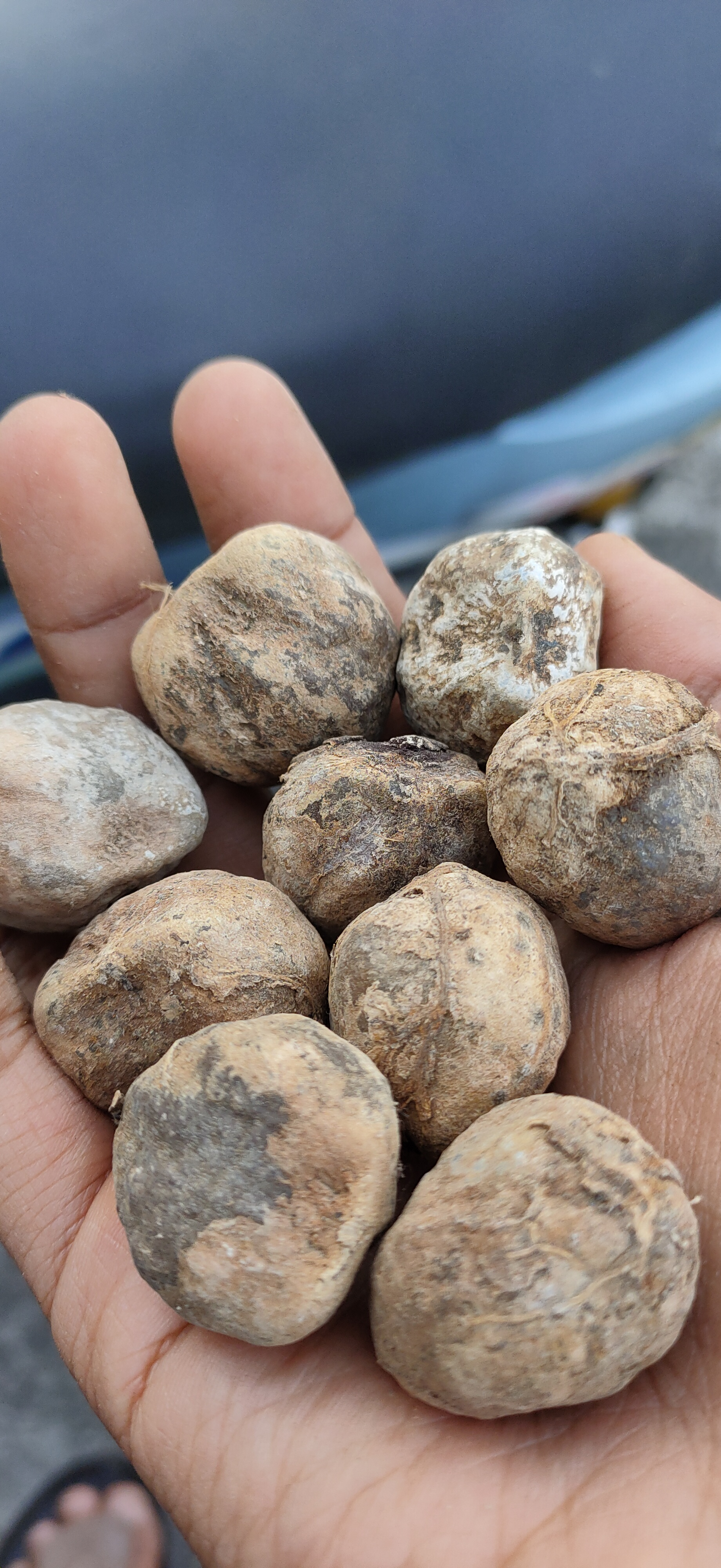
Trockene Früchte

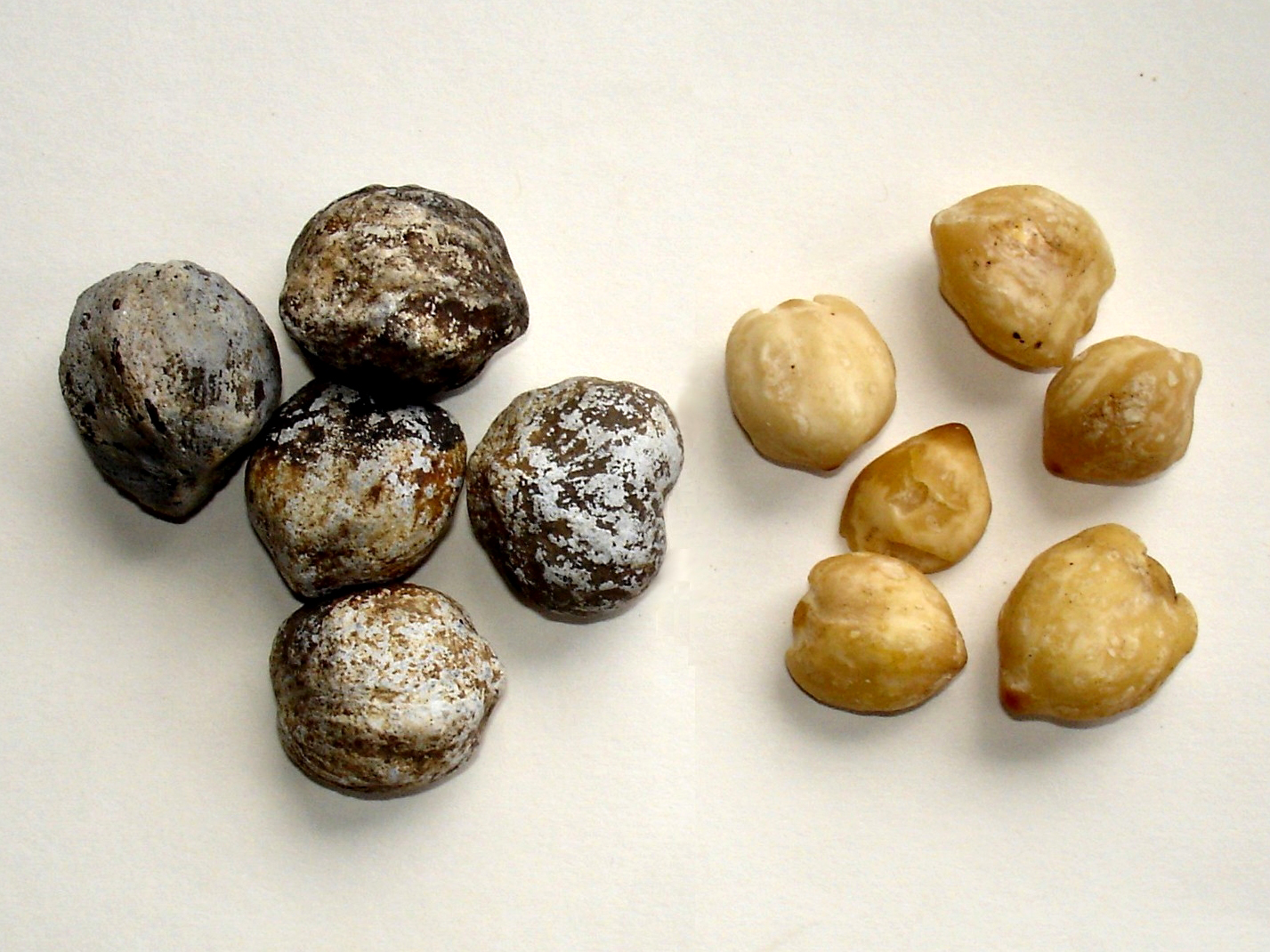
Links Steinkerne mit harter Schale und rechts die Samenkerne

## Vorkommen und Kultivierung
Das Verbreitungsgebiet des Lichtnussbaums erstreckt sich von Indien über China und Südostasien bis auf Neuseeland. Selten wird der Lichtnussbaum auch in anderen tropischen Gebieten angepflanzt. Man findet sie in eher trockenem Tropenklima in Höhenlagen bis zu 1200 Meter. Der Lichtnussbaum ist frostempfindlich und wärmeliebend.
In Hawaii ist er der Staatsbaum.

## Systematik
Der Lichtnussbaum (Aleurites moluccanus) ist eine Art aus der Gattung Aleurites. Das Basionym Jatropha moluccana L. wurde durch Carl von Linné veröffentlicht. Weitere Synonyme sind unter anderen Aleurites javanicus Gand. und Aleurites pentaphyllus Wall. ex Langeron.

## Inhaltsstoffe
Die Samen enthalten Blausäure und eine Spur von Toxalbuminen.

## Verwendung

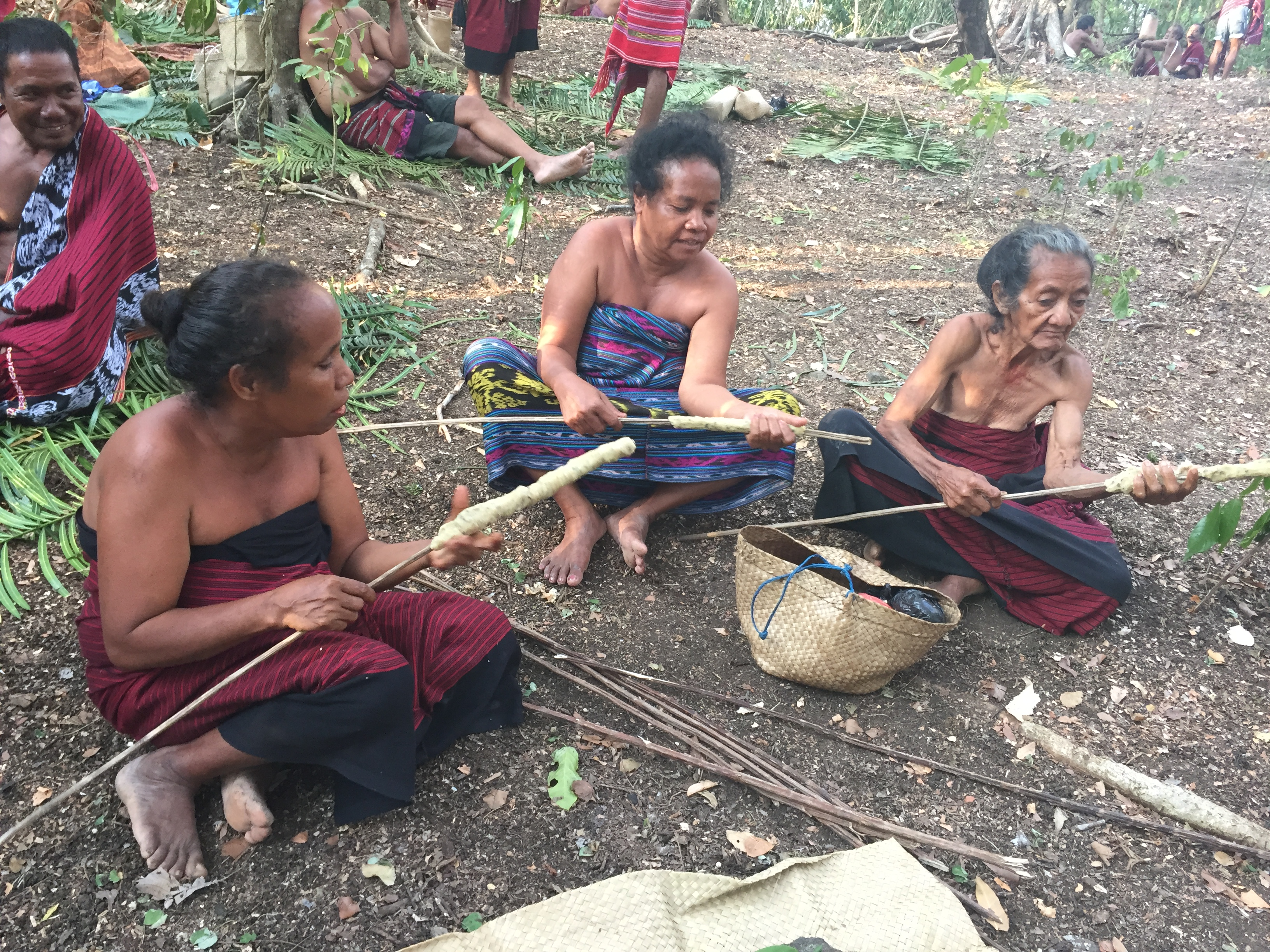
Frauen in Babulo (Osttimor) bereiten Stöcke mit „Lichtnusswachs“ als Festbeleuchtung vor

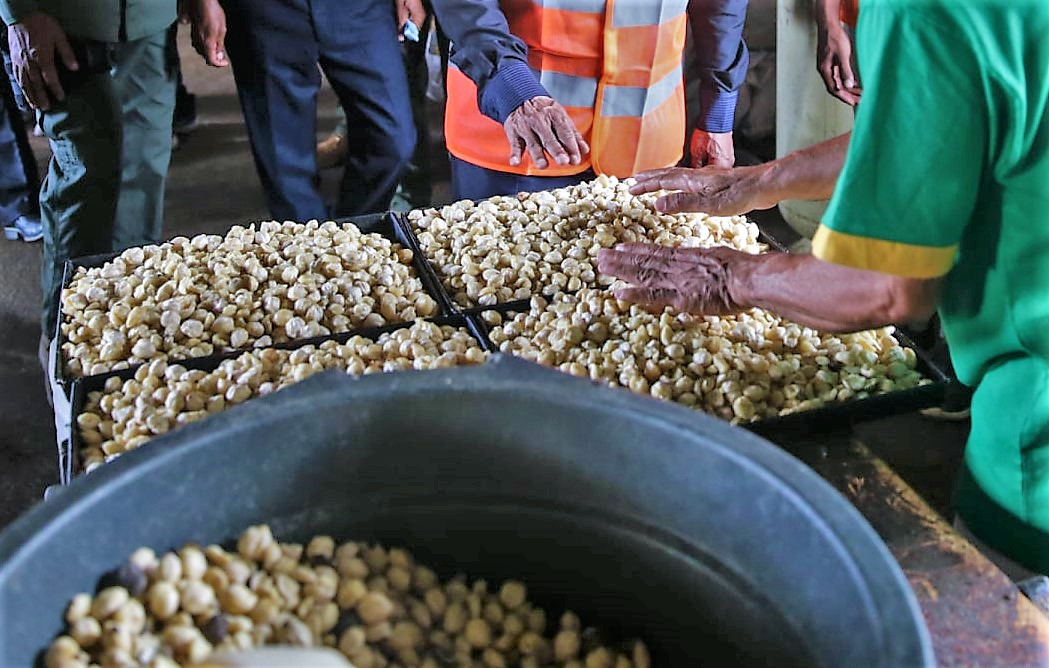
Lichtnusskerne bei der industriellen Verarbeitung

Die Kerne sind reich an Ölen und werden in der südostasiatischen Küche häufig als Gewürz verwendet. Sie haben einen schwach süßlichen, nussigen Geschmack und wirken als Geschmacksverstärker. Roh sind sie giftig und können starke Bauchkrämpfe, Durchfall und Erbrechen hervorrufen. Sie werden daher vor der Verwendung geröstet, wodurch sie ihre Giftigkeit verlieren. Das aus den Kernen gepresste Kukuinussöl (Lichtnuss-, Lumbang-, Bankul-, Candelnussöl) wird als Kerzen- oder Lampenöl, zur Herstellung von Seife sowie zur Behandlung verschiedener Hautkrankheiten verwendet. Es kann auch als leichtes Abführmittel genommen werden. Der ausgepresste Ölkuchen wird in Indonesien zu einem Snack weiterverarbeitet. Die Kerne können auch unbehandelt als Lichtquelle angezündet werden.
Das Holz des Lichtnussbaums ist leicht und wenig beständig.

## Ökologie
Auf Neukaledonien verwendet die Geradschnabelkrähe (Corvus moneduloides) die Blätter und Zweige des Lichtnussbaums als Rohmaterial für den Werkzeugbau. Die zurechtgebogenen Stängel und Ästchen werden von diesen Vögeln verwendet, um Bockkäferlarven aus ihren Fraßgängen zu ziehen.